# 维雷斯鱼属
维雷斯鱼属（学名：Verraesichthys）是蜥齿鱼科的一属。

## 下属物种
本属包括以下物种：
- Verraesichthys bloti Taverne, 2010